# Daniel Chima Chukwu
Daniel Chima Chukwu (Kano, Nigeria, 4 de abril de 1991) es un futbolista nigeriano que juega de delantero para el Chennaiyin Football Club de la Superliga de India.

## Trayectoria
Chima comenzó su carrera futbolística en Nigeria, jugando para los clubes Festar Sport y Bussdor United. En 2010 se unió al FK Lyn de la Segunda División noruega, en donde jugó 14 partidos y anotó 6 goles en todas las competiciones.
Luego de que Lyn entrara en bancarrota, Chima fichó con el Molde FK de la Tippeligaen el 28 de julio de 2010. El 25 de abril de 2011 anotó el gol de la victoria en tiempo de descuento ante el SK Brann, el cual también fue su primer gol con el Molde.
El 11 de noviembre de 2012, Chima anotó el único gol en la victoria 1-0 del Molde sobre Hønefoss, que junto con la derrota del Strømsgodset 1-2 ante el Sandnes Ulf, aseguró el segundo título de la Tippeligaen del Molde. El 6 de enero de 2017 se hizo oficial su traspaso al Legia de Varsovia polaco. El 14 de febrero de 2018 regresa a Noruega para volver a fichar por el Molde, por una cantidad no revelada. En febrero de 2019, el Molde lo cedió al Heilongjiang Lava Spring hasta final de año.

## Clubes
| Club                              | País    | Año         |
| --------------------------------- | ------- | ----------- |
| Caniles FC                        | España  | 2010        |
| Molde                             | Noruega | 2011 - 2015 |
| Shanghai Shenxin F.C.             | China   | 2015 - 2017 |
| Legia de Varsovia                 | Polonia | 2017 - 2018 |
| Molde                             | Noruega | 2018 -      |
| Heilongjiang Lava Spring (cedido) | China   | 2019 - 2020 |
| Molde                             | Noruega | 2020        |
| Taizhou Yuanda                    | China   | 2020 - 2021 |
| Sporting Club East Bengal         | India   | 2021 - 2022 |
| Jamshedpur Football Club          | India   | 2022 - act. |

## Palmarés

### Campeonatos nacionales e internacionales
| Título      | Club            | País                                   | Año     |
| ----------- | --------------- | -------------------------------------- | ------- |
| Tippeligaen | Molde FK        | Noruega                                | 2011    |
| La liga     | CD Tenerife     | 🇬🇮 ESPAÑA                              | 2018    |
| Copa pistón | C.D. Valquigoso | 🇸🇨 República Democrática de Chapinería | 5000A.C |